# 독수리의 날개
독수리의 날개(The Wings Of Eagles)는 미국에서 제작된 존 포드 감독의 1957년 드라마, 전쟁 영화이다. 존 웨인 등이 주연으로 출연하였고 찰스 슈니 등이 제작에 참여하였다.

## 출연

### 주연
- 존 웨인
- 댄 데일리

### 조연
- 모린 오하라
- 워드 본드
- 켄 커티스
- 에드먼드 로우
- 케네스 토비
- 제임스 토드
- 배리 켈리
- 시그 루먼
- 헨리 오닐
- 윌리스 부쉐이
- 도로시 조던

## 제작진
- 원작자: 프랭크 웨드
- 의상: 월터 플렁킷